# كيم تشونغ-كون
كيم تشونغ-كون هو سياسي كوري جنوبي، ولد في 21 نوفمبر 1930 في ميريانغ ‏ في كوريا الجنوبية. نشط حزبياً في حزب العدالة الديمقراطي ‏. وقد انتخب عضو الجمعية الوطنية الكورية الجنوبية ‏.